# 네팔 국왕
네팔 국왕은 한때 네팔 왕국의 국가 원수였다. 정식 명칭은 네팔 마하라자디라자(네팔어: नेपालका महाराजधिराज)이다. 2008년 5월 28일, 네팔 제헌 의회에서 왕제는 폐지되고 공화제가 되었다. 이 문서는 네팔의 왕조별 국왕 목록을 나타낸 것이다.

## 목록
| 초상            | 이름               | 출생             | 재위 시작        | 재위 종료              | 사망             |
| --------------- | ------------------ | ---------------- | ---------------- | ---------------------- | ---------------- |
|                 | 프리트비 나라얀    | 1723년           | 1768년 9월 25일  | 1775년 1월 11일        | 1775년 1월 11일  |
| 프리트비의 아들 | 프라타프 싱        | 1751년           | 1775년 1월 11일  | 1777년 11월 17일       | 1777년 11월 17일 |
| 프라타프의 아들 | 라나 바하두르      | 1775년           | 1777년 11월 17일 | 1799년 3월 8일 (퇴위)  | 1805년 (암살)    |
| 라나의 아들     | 기르반 유다 비크람 | 1797년 10월 19일 | 1799년 3월 8일   | 1816년 11월 20일       | 1816년 11월 20일 |
| 기르반의 아들   | 라젠드라           | 1813년           | 1816년 11월 20일 | 1847년 5월 12일 (퇴위) | 1881년           |
| 라젠드라의 아들 | 수렌드라           | 1829년           | 1847년 5월 12일  | 1881년 5월 17일        | 1881년 5월 17일  |
| 수렌드라의 손자 | 샤타 야신          | 1875년 8월 18일  | 1881년 5월 17일  | 1911년 12월 11일       | 1911년 12월 11일 |
| 프리트비의 아들 | 트리부반           | 1906년 6월 30일  | 1911년 12월 11일 | 1950년 11월 7일        | 1955년 3월 13일  |
| 마헨드라의 차남 | 갸넨드라           | 1947년 7월 7일   | 1950년 11월 7일  | 1951년 1월 7일         | 존속             |
|                 | 트리부반           | 1906년 6월 30일  | 1951년 1월 7일   | 1955년 3월 13일        | 1955년 3월 13일  |
| 트리부반의 아들 | 마헨드라           | 1920년 6월 11일  | 1955년 3월 14일  | 1972년 1월 31일        | 1972년 1월 31일  |
| 마헨드라의 장남 | 비렌드라           | 1945년 12월 28일 | 1972년 1월 31일  | 2001년 6월 1일         | 2001년 6월 1일   |
| 비렌드라의 아들 | 디펜드라           | 1971년 6월 27일  | 2001년 6월 1일   | 2001년 6월 4일         | 2001년 6월 4일   |
|                 | 갸넨드라           | 1947년 7월 7일   | 2001년 6월 4일   | 2008년 5월 28일 (폐위) | 존속             |

## 같이 보기
- 네팔의 대통령
- 네팔의 총리